# Apiogaster xanthomelas
Apiogaster xanthomelas là một loài bọ cánh cứng trong họ Cerambycidae.